# Julius Plücker
Julius Plücker (16. července 1801, Elberfeld – 22. května 1868, Bonn) byl německý matematik a fyzik. Položil základy moderní analytické geometrie, když vedle Descartesových bodových souřadnic zavedl souřadnice liniové (přímkové). Ve fyzice se zabýval zejména diamagnetismem, elektrickými výboji v ředěném vzduchu a spektrální analýzou plynů. Roku 1854 vynalezl lampu pro výboje elektřiny v plynu, pojmenovanou Geisslerova trubice podle jejího pozdějšího výrobce Heinricha Geisslera. Roku 1859 objevil zvláštní paprsky vyletující z katody výbojové trubice. Až mnohem později se tyto paprsky staly základem pro objev rentgenu. Byl profesorem na univerzitě v Bonnu.